# Runella
Runella ist eine Gattung von Bakterien. Sie zählt zu der Familie Spirosomaceae. Die Typart ist Runella slithyformis, erstbeschrieben von John M. Larkin und Patricia M. Williams im Jahr 1978.

## Erscheinungsbild
Die Zellen sind stäbchenförmig, gerade oder gekrümmt. Bei Runella slithyformis ist die Stärke der Krümmung unterschiedlich, auch innerhalb ein und derselben Kultur. Bei dieser Art überdecken sich bei der Krümmung die zwei Zellenden gelegentlich, wodurch ein Ring entsteht, der Durchmesser des Ringes beträgt 2,0–3,0 μm. Auch Filamente von einer Länge bis zu 14 μm können bei dieser Art beobachtet werden. Es können auch spiralförmige Zellen auftreten, wobei zwei bis drei Windungen vorhanden sind.
Die Kolonien der verschiedenen Arten enthalten ein blassrosa gefärbtes oder lachsfarbenes, im Wasser nicht lösliches Pigment. Die Arten können sich nicht selbst fortbewegen (sie sind nicht motil).

## Wachstum und Stoffwechsel
Die Gattung Runella ist chemo-organotroph. Runella slithyformis ist strikt aerob und zeigt einen respiratorischen Stoffwechsel (Atmung) mit Sauerstoff als den terminalen Elektronenakzeptor. Runella zeae kann einige Zucker fermentieren. Hierzu zählen Glucose und Saccharose, Ribose kann das Bakterium hingegen nicht fermentieren. Bei Runella slithyformis liegen, was die Säurebildung aus Glucose und Ribose angeht, unterschiedlich Ergebnisse vor. Die Ergebnisse von Larkin und Borrall (1984) waren bezüglich der Säurebildung aus Glucose positiv, Raj und Maloy (1990) stellten hingegen eine nur schwache Säurebildung fest, wobei Chelius und Triplett im Jahr 2000 keine Säurebildung aus Glucose feststellten. Auch bezüglich der Säurebildung aus Ribose durch R. slithyformis wurden unterschiedliche Ergebnisse veröffentlicht.
Der Oxidase-Test und der Katalase-Test fällt bei den Arten unterschiedlich aus. So ist z. B. R. slithyformis oxidasepositiv und der Katalase-Test zeigt bei dieser Art nur ein schwaches Ergebnis. R. defluvii ist hingegen oxidasenegativ und der Katalase-Test verläuft positiv. Bei R. zeae verlaufen beide Tests positiv.
Die optimale Wachstumstemperatur liegt bei den verschiedenen Arten der Gattung zwischen 20 und 35 °C, wobei die im Jahre 2017 beschriebene Art R. palustris über 30 °C kein Wachstum mehr zeigt. Die Art R. slithyformis zeigt noch bei 4 °C Wachstum.
Arten von Runella sind in der Lage bestimmte von einigen Blaualgen erzeugte Gifte, sogenannte Microcystine abzubauen.

## Vorkommen
Die Art Runella zeae wurde von der Sprossachse von Mais (Zea mays) isoliert. Der Erstfund von R. limosa stammt aus einem Belebtschlamm. Auch R. defluvii wurde aus dem Belebtschlamm einer Kläranlage isoliert. R. palustris wurde im Süßwasser eines Feuchtgebietes in Korea, R. slithyformis im Süßwasser in der Nähe von Baton, Süd-Louisiana gefunden.

## Systematik
Die Gattung Runella zählt zu der Ordnung der Cytophagales der Abteilung Bacteroidetes. Hier wird sie zu der Familie Spirosomaceae gestellt. Folgende Arten sind bekannt (Stand: Februar 2020):
- Runella aurantiaca Yang et al. 2020
- Runella defluvii Lu et al. 2007
- Runella limosa Ryu et al. 2006
- Runella palustris Kim et al. 2017
- Runella rosea Baek et al. 2020
- Runella soli Chhetri et al. 2020
- Runella slithyformis Larkin and Williams 1978
- Runella zeae Chelius et al. 2002